# Belgern

Belgern  est une ville de Saxe (Allemagne), située dans l'arrondissement de Saxe-du-Nord, dans le district de Leipzig. Avec effet au 1er janvier 2013, elle a fusionné avec Schildau sous le nom de Belgern-Schildau.

## Histoire
Belgern a été mentionné comme Belgora pour la première fois dans un document en 973. Le nom de la ville est derivė du slave Belgora (montagne blanche) et fait référence à son emplacement. En 1286, Belgern est appelée pour la première fois une ville (oppidum). De 1575 à 1578, l'hôtel de ville est construit dans le style Renaissance. En 1610, un Roland en pierre est construit pour remplacer une statue en bois.
D'abord le siège d'un Amt de l'Électorat de Saxe, Belgern devient partie de l'Amt Wurzen de l'Évêché de Meissen en 1570, et passe en 1581 à l'Amt Torgau. La ville est pillée plusieurs fois pendant la guerre de Trente Ans et est presque complètement détruite en 1632. A la fin de la guerre, elle est presque complètement dépeuplé et perd son importance.
En 1815 Belgern devient partie de l'arrondissement Torgau dans la nouvelle Province de Saxe prussienne, en 1947 du nouveau Land Saxe-Anhalt et en 1952 du District de Leipzig . En 1990, l'arrondissement de Torgau devient partie du Land Saxe.